# 红石林国家地质公园
红石林国家地质公园是中国湖南省湘西土家族苗族自治州古丈县红石林镇的国家地质公园。園內有罕見的紅色碳酸鹽岩石林，形成於奧陶紀，石林顏色會隨季節和天氣改變。

## 圖集

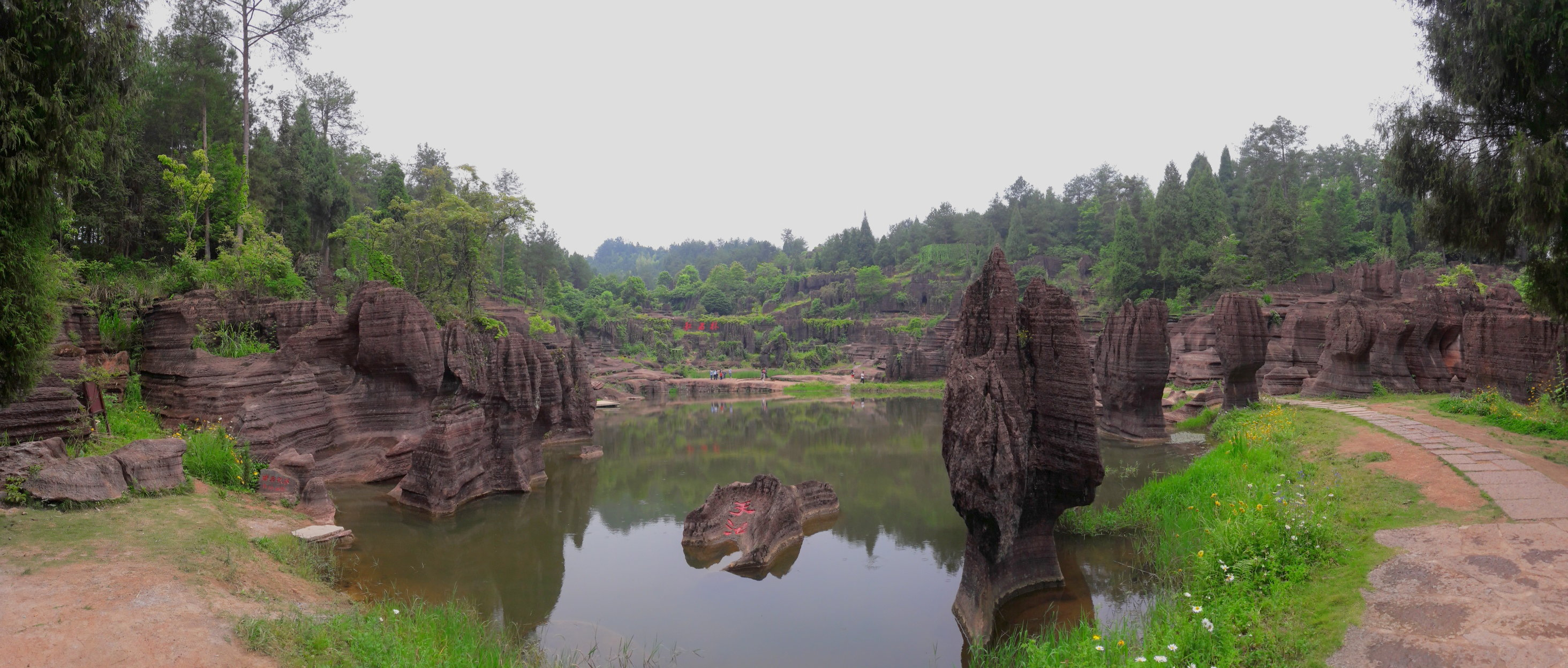
天池
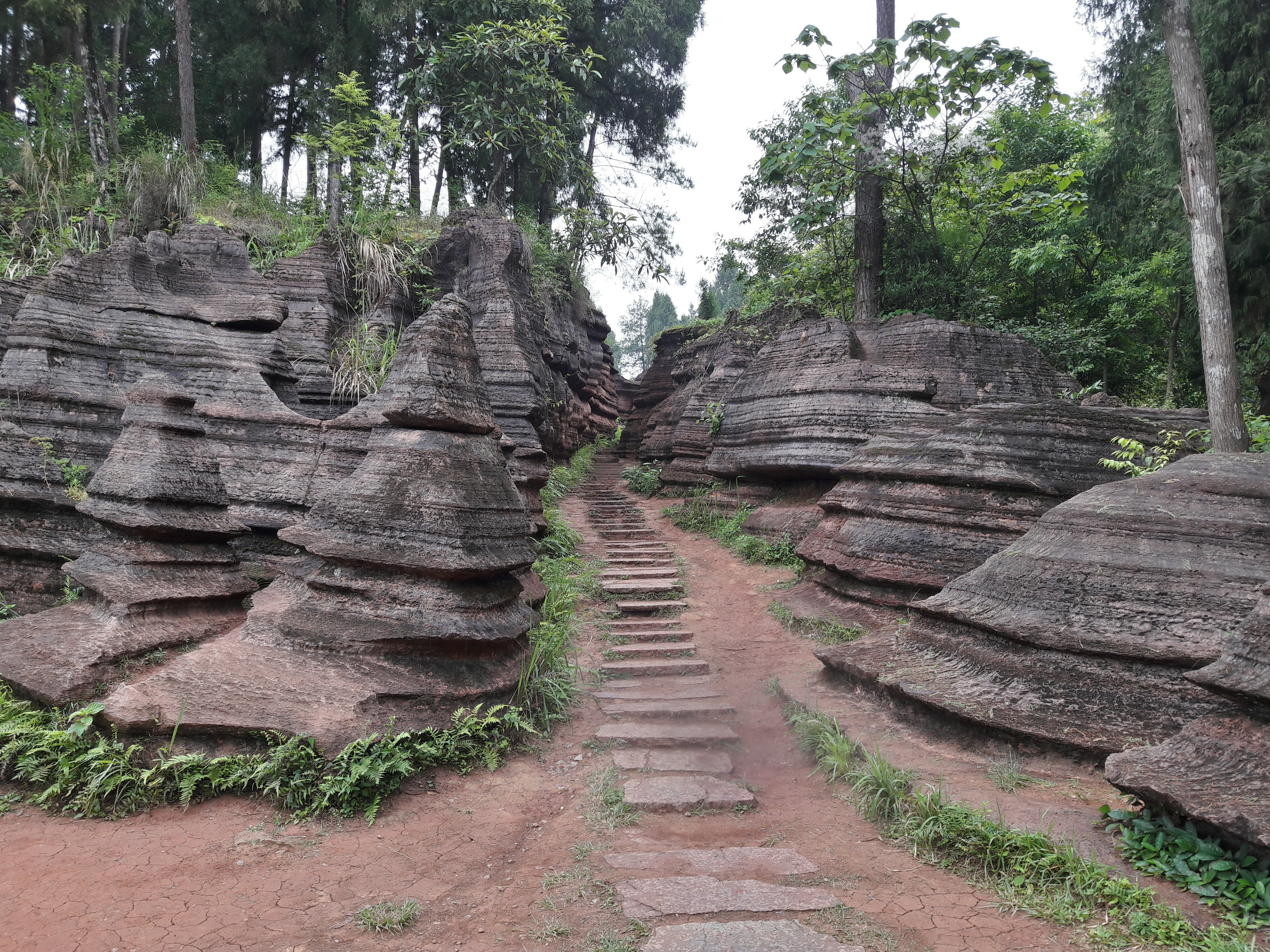
石头中面的小道
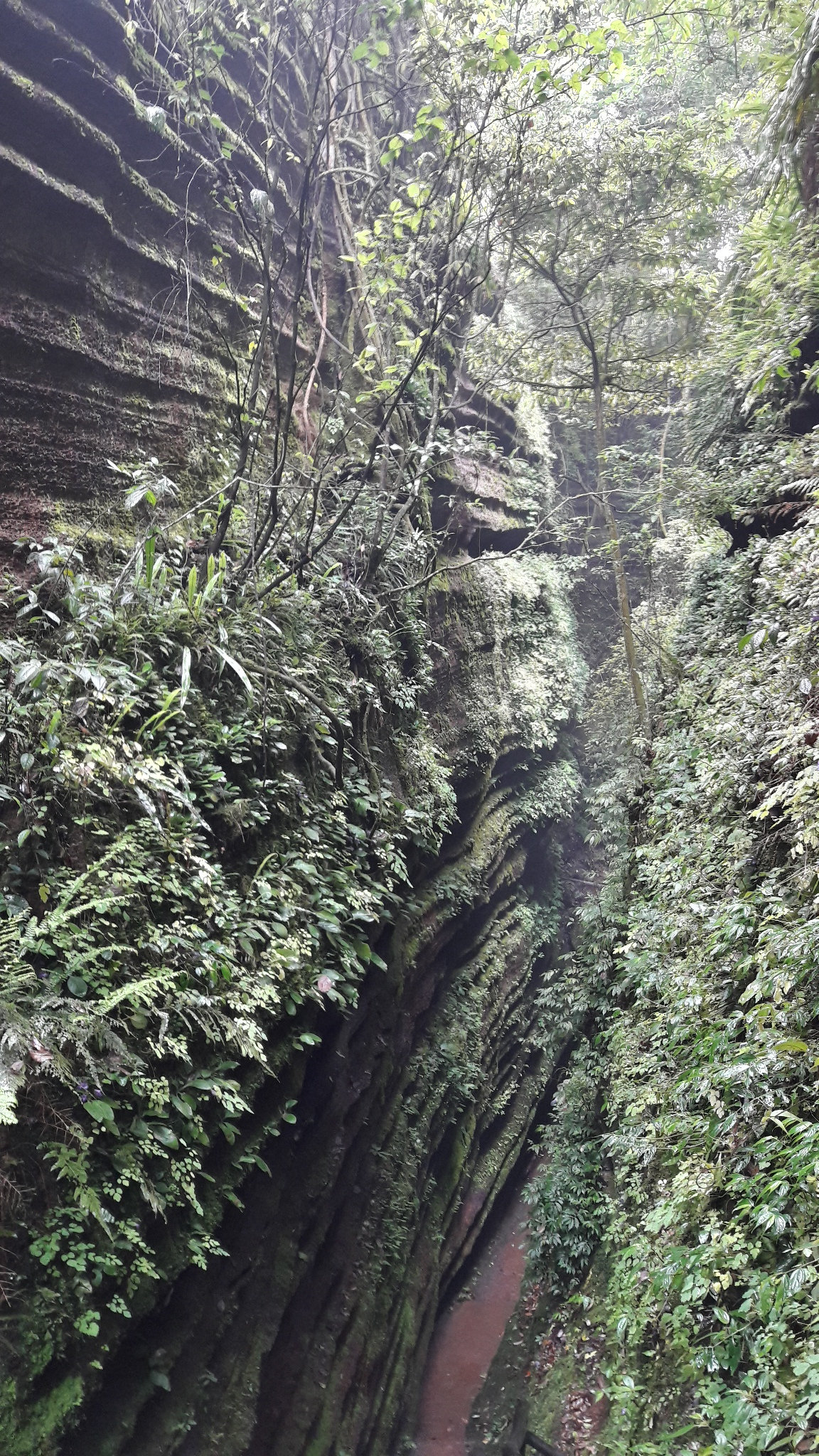
龙窝
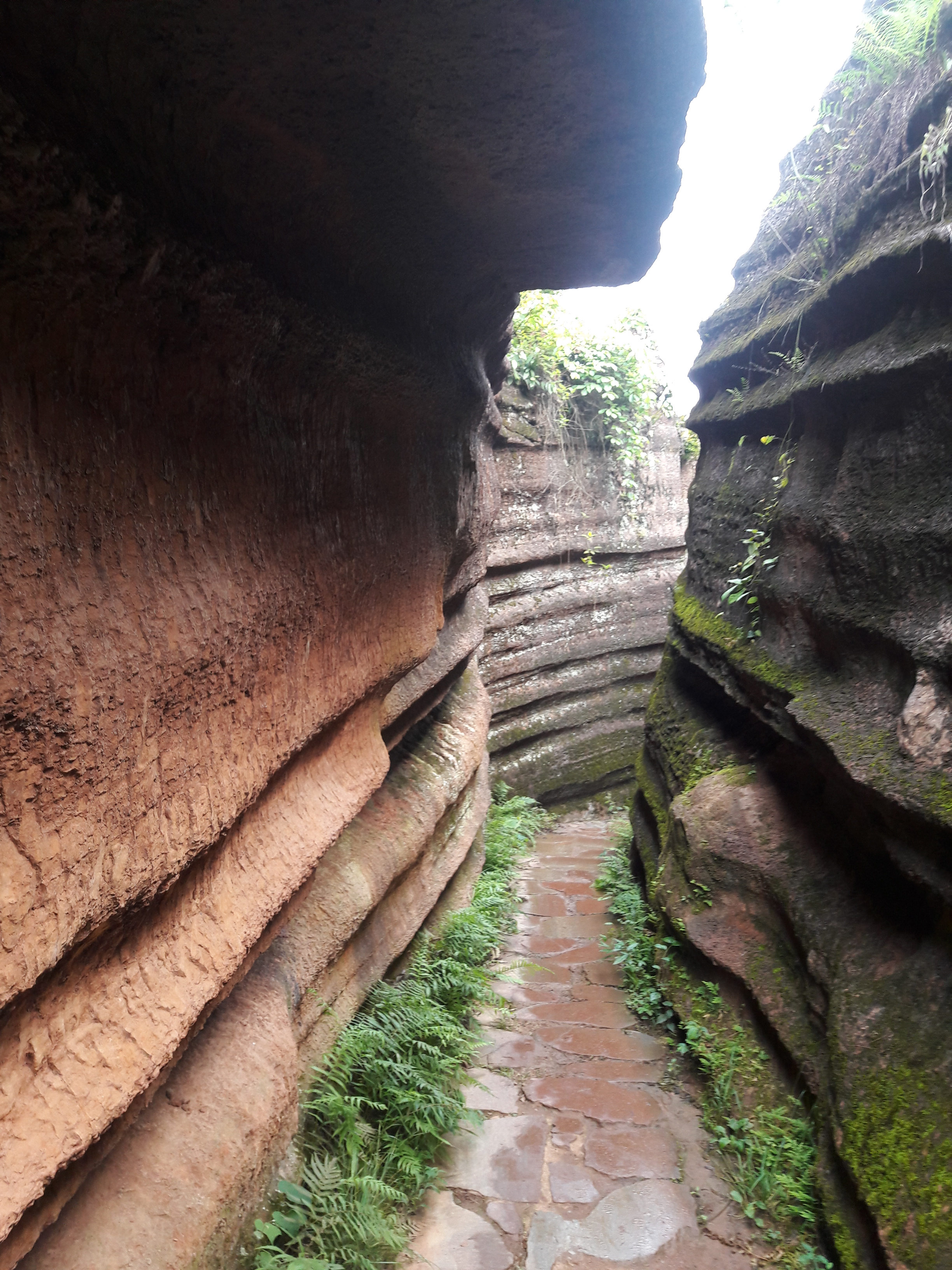

## 資料來源
1. 1 2  okzjj.com. . 张家界旅游网. 湖南华天国旅张家界国际旅行社. 2017-04-12  [2017-11-29]. （原始内容存档于2017-11-29） （中文（中国大陆））.
2. ↑  . 中国共产党新闻网. 人民网. 2012-07-05  [2017-11-29]. （原始内容存档于2017-11-29） （中文（中国大陆））.